# Экстрафлоральные нектарники

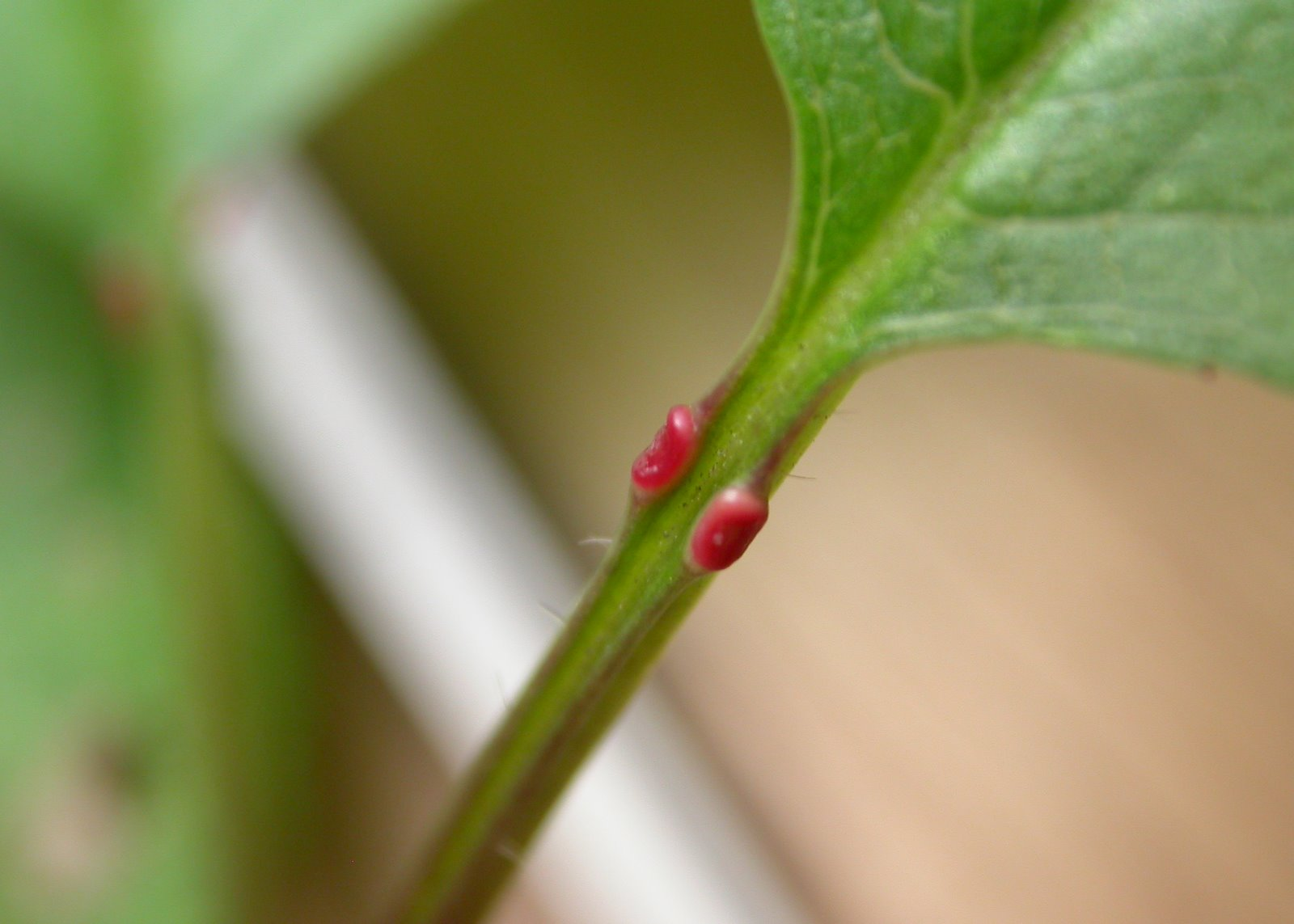
Экстрафлоральные нектарники на черешне

Экстрафлора́льные некта́рники — нектарные железы  у высших растений, располагающиеся вне пределов цветка (на цветоножках, прилистниках, стеблях, листьях). О происхождении экстрафлоральных нектарников существует несколько теорий, по одной из которых они нужны для выведения лишних сахаров. Кроме того, они служат для привлечения муравьев, что отпугивает поедающих листья растения фитофагов (например, гусениц). Внешне экстрафлоральные нектарники представляют собой красноватые вздутия диаметром примерно 2 мм, располагающиеся на побеге. У липы они располагаются у основания листа.